# Ghetto (Film)
Ghetto ist ein deutsch-litauischer Kriegsfilm aus dem Jahr 2006. Der Film basiert auf dem gleichnamigen Theaterstück Ghetto von Joshua Sobol. 2007 wurde der Regisseur Audrius Juzenas für einen Nika Award in der Kategorie Best Film of the CIS and Baltics nominiert. Er erhielt den Litauischen Nationalpreis 2006 als „Bester Film“ und 2007 auf dem World Jewish Film Festival „Jewish Eye“ in Israel den Preis „Bester Spielfilm“.

## Handlung
Wilna, 1941. Die „Endlösung der Judenfrage“ des Deutschen Reiches ist in vollem Gange. Die Menschen werden in Ghettos zusammengepfercht, die als Vorstationen für ihren Abtransport in die Vernichtungslager dienen. Eines der größten Ghettos in Litauen ist das Ghetto von Wilna, in dem 15.000 Menschen in sieben ummauerten Straßenzügen eingesperrt sind. Es untersteht dem Nazikommandanten, SS-Obersturmführer Bruno Kittel, einem so kunstsinnigen – er spielt Saxofon und Klavier – wie unberechenbar sadistischen Offizier, der sich mit Hilfe des Ghetto-Kommandos dem Fronteinsatz entziehen will.
Zunächst befiehlt Kittel, den Spielbetrieb des alten Theaters des Ghettos zu seiner Unterhaltung wieder aufzunehmen. Jacob Gens, der Chef der Ghettopolizei, muss die Vorstellungen organisieren. Wer spielt, überlebt, zumindest eine Zeit lang, die Selektionen zum Abtransport in die Vernichtungslager. Kittel verliebt sich dabei in die äußerst talentierte jüdische Sängerin Hayah. Gens muss einerseits die Erwartung der deutschen Machthaber zufriedenstellen und für Ruhe und Ordnung im Ghetto sorgen, andererseits alles versuchen, möglichst vielen Menschen möglichst lange ein Überleben zu sichern. Wer für die Wehrmacht produktiv ist, hat eine Chance.
Kittel setzt im Verlauf der Handlung den bisherigen Judenrat, dem die unmittelbare Ghetto-Verwaltung oblag, ab und überträgt die gesamte Verwaltungsmacht auf Gens, der dadurch maximale Handlungsfreiheit erhält. So sorgt Gens dafür, dass viele Ghettobewohner in den Werkstätten des Ghettoinsassen Weißkopf arbeiten können, wo sie zerschossene Wehrmachtsuniformen für den erneuten Kriegseinsatz flicken und neue Uniformen schneidern. Damit sind diese Menschen für die Nazi-Kriegsmaschinerie produktiv und bekommen den „blauen Arbeitsschein“, der – zumindest zeitweise – das Überleben sichert. Gens versucht mit allem Nachdruck, Weißkopfs Werkstätten so weit zu vergrößern, dass weitere fünfhundert Menschen als dort arbeitend deklariert werden können und damit zunächst den Vernichtungslagern entgehen.
Im Gegenzug beweist er Kittel seine Botmäßigkeit, die er zur Aufrechterhaltung seiner Machtposition für erforderlich hält, durch die Vollstreckung von Todesurteilen gegen drei jüdische Schwarzmarkthändler, die einen vierten erstochen und beraubt hatten. Gens steht scheinbar unbewegt neben den drei Männern, deren Schreie der Todesnot den Vorgang der Vorbereitung zum Hängen begleiten, und er bleibt ungerührt gegenüber der Frau eines der Männer, obwohl sie vor ihm niederfällt, seine Knie umfasst und um Gnade bittet.

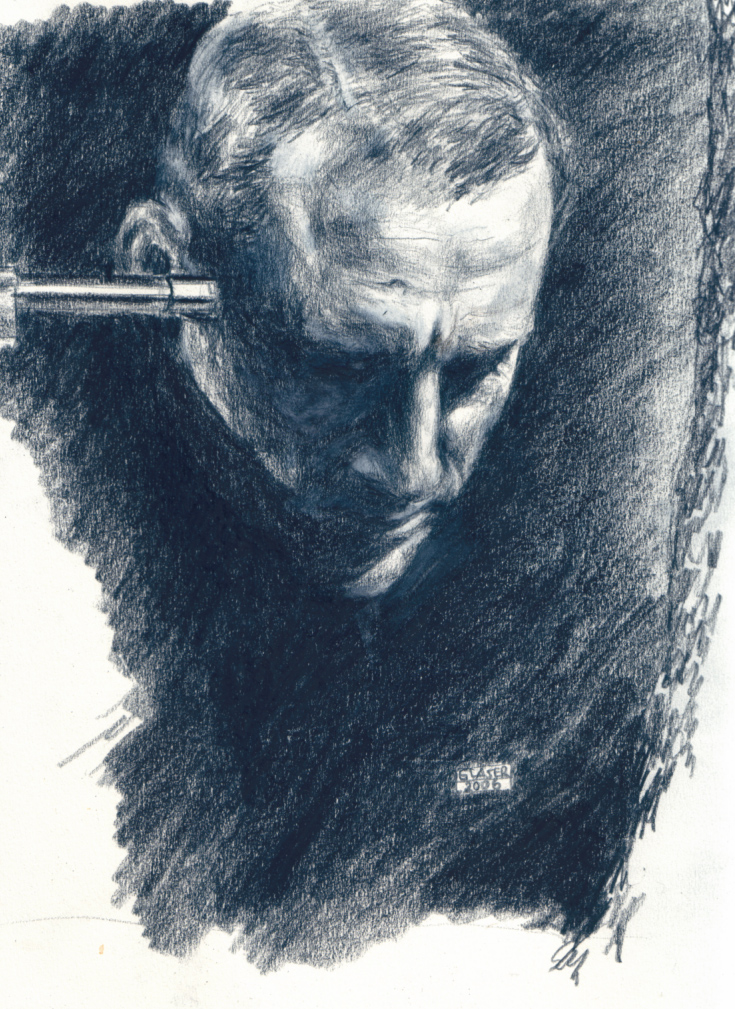
Jacob Gens (Heino Ferch) versucht sich das Leben zu nehmen, nachdem er auf Kittels Befehl das jeweils dritte Kind jeder Familie ins KZ schicken musste, um das von Hitler angeordnete Verbot der „Vermehrung“ der jüdischen Rasse in die Tat umzusetzen.

Kittel muss seiner Obrigkeit regelmäßig Liquidationszahlen vorweisen, also „Fortschritte“ in der Vernichtung der Ghettoinsassen durch Erschießungen im nahen Wald von Ponar oder durch den Abtransport in die Vernichtungslager Auschwitz und Majdanek belegen. Die Kommandantur fordert von Kittel Bericht über zweitausend liquidierte Menschen, genannt „Einheiten“. Das Nachbar-Ghetto Oschmjany, wo viertausend Menschen eingepfercht sind, soll durch „Selektion“, d. h. die Aussonderung nicht-produktiver Menschen, und deren Erschießung auf die Zahl von zweitausend Insassen reduziert werden.
Während einer Orgie deutscher Offiziere im Theater benutzt Gens die Betrunkenheit Kittels, um ihn unter Ausnutzung der körperlichen Attraktivität der Sängerin Hayah auf fünfhundert zu tötende „Einheiten“ herunterzuhandeln. Gens entblößt Hayah vor Kittel und ermuntert ihn, Hayahs Brüste zu berühren. Der von Erregung und Betrunkenheit betäubte Kittel geht auf den Deal ein. Fünfhundert statt zweitausend.
Rassenschande ist das große „Tabu“, das Kittel davon abhalten muss, mit Hayah zu schlafen. Rassenschande bedeutet für einen Offizier der SS die Todesstrafe. Kittel nutzt eine Vorstellung des Kinderchores im Theater, um Gens zu befehlen, allen Familien mit mehr als zwei Kindern die überzähligen Kinder wegzunehmen und diese in die Vernichtungslager zu deportieren. Gens erhält den Befehl, die „Selektion“ durchzuführen.
In der Nacht danach erlischt sein Lebensmut. Belastet durch Schuldgefühle und die plötzliche Einsicht, dass das Ghetto keine Chance auf ein Überleben bietet, will er sich erschießen. Doch unvermittelt taucht weit nach der Ausgangssperre eine Frau auf. Sie erinnert Gens an seine Verantwortung für die Menschen des Ghettos und verhindert die Tat.
Zwei Monate später breitet sich das Gerücht aus, dass die russische Front schnell näher heranrückt. Die Hoffnung auf Befreiung durch die Rote Armee keimt auf. Man hörte in Wilna, dass es im Warschauer Ghetto einen Aufstand gegeben hatte. Eine Theatervorstellung enthüllt offen die Loyalität der Wilnaer Ghettoinsassen mit dem Aufstand im Warschauer Ghetto. Als Gens so kurz vor der Kapitulation der Deutschen von einem Aufstand in Wilna abrät, wird er auf offener Bühne von den Ghettoinsassen geschmäht. Er selbst war es, der dem Ghettopolizisten Dessler den Befehl gegeben hatte, die fünfhundert Ghettoinsassen aus Oschmany in den Tod zu führen.
Die russische Front nähert sich weiter. Kittel will seine Abberufung an die Front durch eine U.k.-Stellung (unabkömmlich vom Frontdienst freigestellt) vereiteln und beginnt eine Inventarisierung der Ghettobibliothek. Gens nimmt er beiseite und eröffnet ihm, dass er an diesem Tag um 16 Uhr bei der Gestapo Rede und Antwort zu stehen habe. Ihm werde vorgeworfen, Ghettoinsassen die Flucht in die Wälder zu den Partisanen ermöglicht zu haben. Gens leugnet nicht. Kittel lässt Gens daraufhin die Wahl, sich entweder sofort selbst zu erschießen oder von Kittel getötet zu werden. Gens streckt Kittel seine Waffe hin, woraufhin dieser die Tötung zunächst aufschiebt.
Kittel gestattet sich ein letztes Theaterspiel. Gens – seine Exekution ist nur noch eine Frage von Stunden – muss zusehen. Die Truppe muss auf der Bühne antreten und Kittel etwas Lustiges vorspielen. Zum Lohn bekommen sie anschließend – für die ausgehungerten Menschen köstliches – Weißbrot und Konfitüre in großen Bottichen. Die Menschen essen erst zögernd, dann immer fröhlicher. Daraufhin öffnen sich die Auftrittstüren der Bühne. Soldaten mit Maschinenpistolen kommen herein – sie schießen so lange, bis die Magazine leer sind. Kittels Stiefel dreht Jacob Gens auf den Rücken.
Alle sind tot, außer Srulik, dem Bauchredner. Kittel zieht Zivilkleidung über, nimmt seinen Saxofon-Koffer und geht – unerkannt.

## Kritik
„[…] Vor allem Ferch gewinnt im Verlauf des Films zunehmend Kontur als innerlich zerrissene tragische Gestalt, die sich durch den Nazi-Rassenwahn dazu gezwungen sieht, Juden in den Tod zu schicken, um andere Juden zu retten. […] So ergreifend einige Szenen ausgefallen sind, man vermisst eine szenisch-bildmäßige Auflösung, die dem vorrangig visuell operierenden Medium Film gerecht werden würde.“

„Heino Ferch brilliert als Leiter der jüdischen Ghettopolizei, der seine Position nutzt, um so viele Leben wie möglich zu retten – und dafür dem Teufel die Hand schütteln muss.“

„Im Gegensatz zu Polanskis Der Pianist zeichnet Ghetto kein realistisches Bild über das Leben im Vilnaer Ghetto. In der Inszenierung nicht, weil Juzenas’ Film sehr nahe am Theaterstück bleibt und keinen Überblick über das Vilnaer Ghetto bietet. Erst recht aber nicht in den hier angesprochenen Fragen. Denn Ghetto handelt in erster Linie von einer ethischen Dimension […] So ist Ghetto […] ein Film, der vor allem moralische Fragen aufwirft.“